# Landon Oslanski
Landon Oslanski (né le 5 mai 1992 à Camrose en Alberta) est un joueur professionnel canadien de hockey sur glace. Il évolue à la position de défenseur dans les rangs seniors depuis 2013.

## Biographie
En 2007, Oslanski est repêché par les Chiefs de Spokane au 56e rang du repêchage Bantam de la LHOu. Il faut attendre 2009 pour qu'il fasse ses débuts avec l'équipe. Ce passage est cependant de courte durée puisqu'après un match, il est échangé aux Hurricanes de Lethbridge en compagnie de Mike Reddington contre Kyle Beach. Il passe trois ans avec l'équipe avant de passé au Silvertips d'Everett. Au total, Oslanski participe à 279 matchs de saison régulière dans la ligue.
Oslanski fait ses débuts professionnels en 2013 alors qu'il est membre du Thunder de Stockton en ECHL. L'équipe est alors en train de participer aux séries éliminatoires. En 2015, alors qu'il fait ses débuts avec le Rush de Rapid City, il est nommé au match des étoiles de la ligue. Il continue à passer d'une équipe à l'autre pendant de nombreuse années avant d'être acquit par le Walleye de Toledo en 2017 contre des considérations futures. Il s'agit de son dernier match dans la ligue puisqu'il quite l'Amérique du Nord en fin de saison pour rejoindre le Braehead Clan en Écosse avec un contrat d'un an.
Après son court passage en Europe, Oslanski rejoint l'Australie où il est nommé défenseur de l'année avant de retourné dans son Alberta natale où il joue dans les rangs amateurs.

## Statistiques
| Saison    | Équipe                         | Ligue   |    | Saison régulière | Saison régulière | Saison régulière | Saison régulière | Saison régulière |   | Séries éliminatoires | Séries éliminatoires | Séries éliminatoires | Séries éliminatoires | Séries éliminatoires |
| Saison    | Équipe                         | Ligue   | PJ | B                | A                | Pts              | Pun              | PJ               | B | A                    | Pts                  | Pun                  |                      |                      |
| 2006-2007 | Oil Kings U15 AAA de Leduc     | AMBHL   | 30 | 10               | 13               | 23               | 70               | -                | - | -                    | -                    | -                    |                      |                      |
| 2008-2009 | Kings U18 AAA de Sherwood Park | AMHL    | 33 | 6                | 10               | 16               | 34               | -                | - | -                    | -                    | -                    |                      |                      |
| 2009-2010 | Chiefs de Spokane              | LHOu    | 1  | 0                | 1                | 1                | 0                | -                | - | -                    | -                    | -                    |                      |                      |
| 2009-2010 | Hurricanes de Lethbridge       | LHOu    | 65 | 3                | 9                | 12               | 53               | -                | - | -                    | -                    | -                    |                      |                      |
| 2010-2011 | Hurricanes de Lethbridge       | LHOu    | 70 | 7                | 18               | 25               | 92               | -                | - | -                    | -                    | -                    |                      |                      |
| 2011-2012 | Hurricanes de Lethbridge       | LHOu    | 71 | 6                | 26               | 32               | 94               | -                | - | -                    | -                    | -                    |                      |                      |
| 2012-2013 | Silvertips d'Everett           | LHOu    | 72 | 17               | 31               | 48               | 96               | 6                | 0 | 3                    | 3                    | 19                   |                      |                      |
| 2012-2013 | Thunder de Stockton            | ECHL    | -  | -                | -                | -                | -                | 6                | 0 | 1                    | 1                    | 0                    |                      |                      |
| 2013-2014 | Thunder de Stockton            | ECHL    | 67 | 8                | 17               | 27               | 71               | 7                | 0 | 2                    | 2                    | 5                    |                      |                      |
| 2014-2015 | Rush de Rapid City             | ECHL    | 35 | 5                | 13               | 18               | 26               | -                | - | -                    | -                    | -                    |                      |                      |
| 2014-2015 | Mavericks du Missouri          | ECHL    | 23 | 2                | 6                | 8                | 10               | -                | - | -                    | -                    | -                    |                      |                      |
| 2014-2015 | Aces de l'Alaska               | ECHL    | 14 | 2                | 7                | 9                | 8                | -                | - | -                    | -                    | -                    |                      |                      |
| 2015-2016 | Aces de l'Alaska               | ECHL    | 18 | 3                | 4                | 7                | 8                | -                | - | -                    | -                    | -                    |                      |                      |
| 2015-2016 | Thunder de Wichita             | ECHL    | 53 | 10               | 18               | 28               | 59               | -                | - | -                    | -                    | -                    |                      |                      |
| 2016-2017 | Thunder de Wichita             | ECHL    | 55 | 2                | 15               | 17               | 78               | -                | - | -                    | -                    | -                    |                      |                      |
| 2016-2017 | Walleye de Toledo              | ECHL    | 12 | 2                | 2                | 4                | 34               | 15               | 3 | 3                    | 6                    | 22                   |                      |                      |
| 2017-2018 | Braehead Clan                  | EIHL    | 56 | 9                | 18               | 27               | 81               | -                | - | -                    | -                    | -                    |                      |                      |
| 2018      | Perth Thunder                  | AIHL    | 19 | 12               | 34               | 46               | 90               | -                | - | -                    | -                    | -                    |                      |                      |
| 2018-2019 | Generals de Lacombe            | ACHW    | 5  | 1                | 1                | 2                | 4                | -                | - | -                    | -                    | -                    |                      |                      |
| 2019-2020 | Northstars de Daysland         | NCHL-AB | 7  | 4                | 11               | 15               | 31               | 3                | 1 | 4                    | 5                    | 11                   |                      |                      |
| 2021-2022 | Crush de Camrose               | NCHL-AB | 3  | 5                | 4                | 9                | 2                | 3                | 1 | 1                    | 2                    | 2                    |                      |                      |
| 2022-2023 | Crush de Camrose               | NCHL-AB | 5  | 3                | 12               | 15               | 10               | 4                | 0 | 3                    | 3                    | 4                    |                      |                      |
| 2023-2024 | Bruins de Camrose              | NCHL-AB | 8  | 1                | 10               | 11               | 16               | -                | - | -                    | -                    | -                    |                      |                      |
| 2024-2025 | Bruins de Camrose              | NCHL-AB | 6  | 3                | 5                | 8                | 0                | -                | - | -                    | -                    | -                    |                      |                      |